# Asticta alaica
Asticta alaica là một loài bướm đêm trong họ Erebidae.